# Народная площадь (Ужгород)
Народная площадь (укр. Площа Народна) — главная площадь Ужгорода, расположенная в центре города между улицами Шевченко и Довженко, в историческом районе Малый Галагов.

## История
Площадь появилась в 1934 — 1936 годах в результате реализации городско-строительного проекта по застройке Малого Галагова, автором которого был чешский архитектор Адольф Либшер. В рамках этого проекта предполагалось создание центральной площади, по сторонам которой будут возведены административные здания: земского правительства, суда и жандармерии. Застройка площади началась в начале 1930-х годов, под руководством чешского архитектора Франтишека Крупки, который в рамках городско-строительного плана Либшера разработал собственный проект застройки Народной площади. Его стоимость составила около 20 млн чешских крон.
К 1938 году был сформирован архитектурный ансамбль площади, который, впрочем, несколько отличался от проекта Крупки, в частности пространство зелёной зоны в центре площади было значительно увеличено. Эти изменения были связаны с тем, что согласно первоначальному плану площадь должна была переходить в мост через реку Уж и таким образом быть важной транспортной артерией, однако по неизвестным причинам мост возвели несколько западнее изначально запланированного места. Также площадь должна была с трёх сторон окружена зданиями, а на самом деле были застроены только северная и восточная её стороны.
Первоначально площадь носила имя Антония Бескида, второго губернатора Подкарпатской Руси (1923—1933). В советский период она называлась площадью Ленина, памятник которому здесь был водружён в 1974 году. Этот монумент был демонтирован в 1991 году.
9 марта 1999 года в северо-западной части площади установили памятник Тарасу Шевченко (скульптор М. Михайлюк), расположение и внешний вид которого вызвали неоднозначную реакцию у соответствующих специалистов и жителей города. На рубеже 1990-х — 2000-х годов из зелёной зоны были изъяты декоративные вечнозелёные кусты, а вместо них в её центре был выложен украинский трезубец из цветов.
В 2007 году на западной, незастроенной стороне площади планировалось возвести здание Закарпатского филиала Национального банка, однако из-за активного общественного протеста этот проект не был реализован.
В 2013 году зелёная зона Народной площади исчезла в результате реконструкции, сопровождавшейся активным сопротивлением со стороны ужгородской общественности.
В начале 2014 года, когда Ужгород присоединился к Евромайдану, на площади располагались базовые укрепления майдановцев. 22 августа 2015 года на площади открыли световой фонтан. На Народной площади проводятся многочисленные праздники и массовые мероприятия, в частности, устанавливается новогодняя ёлка. С 2016 года здесь работает бесплатный wi-fi.